# Simfonia núm. 13 (Mozart)
La Simfonia núm. 13 en fa major, K. 112, és una composició de Wolfgang Amadeus Mozart acabada a Milà durant el seu segon viatge a Itàlia a la tardor de 1771. La seva estrena va tenir lloc probablement en un concert donat per Leopold i el seu fill a la residència d'Albert Michael von Mayr, el 22 de novembre o 23 de novembre de 1771. En aquest concert va poder haver-se interpretat també l'estrena de la Simfonia núm. 12.
La simfonia consta de quatre moviments, tractant-se de la segona de les seves simfonies composta només per a corda. És una obra original i amb humor, en la qual fa servir una instrumentació molt reduïda. El tercer moviment, el Menuetto, podria haver estat escrit amb anterioritat i que l'hagués incorporat amb posterioritat a l'acabament de la simfonia; el manuscrit autògraf mostra el Menuetto copiat per la mà de Leopold.
La instrumentació de l'obra és per a dos oboès, dues trompes, fagot, corda i baix continu. Consta dels següents moviments:
1. Allegro, en compàs 3/4.
2. Andante, en compàs 2/4.
3. Menuetto & Trio, en compàs 3/4.
4. Molto Allegro, en compàs 3/8.